# Psyché
Psyché (título original en francés; en español, Psique) es una tragedia lírica en un prólogo y cinco actos con música de Jean-Baptiste Lully y libreto en francés de Thomas Corneille, basado en El asno de oro de Apuleyo. Se estrenó en la Ópera de París el 19 de abril de 1678.
Lully utilizó esta historia por primera vez el año 1671 en una tragedia – ballet con libreto de Molière, Pierre Corneille y Philippe Quinault. Los autores conservaron los intermedios de la versión tragedia-ballet y reemplazaron los diálogos hablados por recitativos y reforzaron el papel de los dioses a expensas de los personajes humanos. Psyché fue la primera de las dos colaboraciones de Lully y Corneille.
Esta ópera rara vez se representa en la actualidad; en las estadísticas de Operabase aparece con sólo 4 representación para el período 2005-2010, siendo la primera de Lully.